# باد

برگ‌های درخت گیلاس درحال تکان خوردن از وزش باد

باد یکی از نمودهای انرژی خورشید و همان هوای متحرک است. باد از نظر علم فیزیک دارای انرژی است و می‌تواند منبع تولید انرژی بوده یا از انرژی نهفته در آن برای مصارف بشری مانند آسیاب کردن گندم یا جو یا تولید الکتریسیته استفاده کرد. از آنجاییکه باد یک پدیده متحرک است می‌توان از آن به عنوان یک منبع طبیعی و یک منبع انرژی برای به حرکت درآوردن اجسام استفاده کرد. ماهیت باد هوا است و باد از ماده‌ای به نام هوا تشکیل شده است؛ بنابراین باد دارای گازهای مختلفی می‌باشد که این گازها، گازهای تشکیل دهنده هوا هستند. به‌طور کلی‌تر، به حرکت گاز در جَو باد گفته می‌شود.
باد جریان هوایی است که از مراکز دارای فشار زیاد به طرف مراکز کم‌فشار به حرکت در می‌آید؛ بنابراین عامل ایجاد و حرکت باد فشار است. به عبارتی اگر در بین دو نقطه از اتمسفر به‌طور طبیعی یا مصنوعی اختلاف فشار ایجاد شود باد بوجود آمده و باد حرکت خواهد کرد. هر چه شیب فشار (تفاوت فشار) بین دو نقطه بیشتر باشد شدت جریان هوا نیز بیشتر خواهد بود. تفاوت فشار دو نقطه را گرادیان فشار می‌گویند. گرادیان فشار را می‌توان تحت یک رابطه علمی بیان کرده و برای آن رابطه علمی و واحدی مستقل تعریف و بیان نمود.
گرم شدن زمین و جو به‌طور نابرابر و به‌وجود آمدن اختلاف فشار از عوامل اصلی تولید جریان‌های باد هستند. انرژی تابشی خورشید وقتی به سطح زمین برسد تبدیل به انرژی حرارتی می‌شود. این انرژی باعث تشکیل محدوده‌ای کم‌فشار می‌شود که باد را به‌وجود می‌آورد. سرعت باد نسبت به ارتفاع از سطح دریا تغییر می‌کند. ویژگی‌های فیزیکی عوارض سطح زمین یکی از مهم‌ترین عواملی است که در سرعت باد تأثیر می‌گذارد.
بادها عموماً براساس درجهٔ قدرت و سرعت، نوع نیرویی که موجب به وجود آوردنشان است و محل جغرافیایی که رخ می‌دهند یا اثر می‌گذارند دسته‌بندی می‌شوند. باد یک کمیت بُرداری است، دارای دو مشخصهٔ سَمت و سرعت. سمت و سرعت یا از طریق مشاهده یا با استفاده از ابزارهای ویژه اندازه‌گیری می‌شوند.

## انرژی بادی
منظور از توان بادی تبدیل انرژی باد به نوع سودمندی از انرژی مانند انرژی الکتریکی است که این کار به وسیله توربین‌های بادی صورت می‌گیرد. در آسیاب‌های بادی از انرژی باد مستقیماً برای خرد کردن دانه‌ها یا پمپ کردن آب استفاده می‌شود. در انتهای سال ۲۰۰۶ میزان ظرفیت تولیدی برق بادی در سراسر جهان برابر ۷۳٫۹ گیگاوات بود. گرچه این میزان چیزی در حدود یک درصد از کل انرژی الکتریکی تولیدی در جهان به‌شمار می‌آمد، در طول بازهٔ زمانی میان سال‌های ۲۰۰۰ تا ۲۰۰۶ تقریباً چهار برابر شده است. در این میان، کشورهای دانمارک با ۲۰ درصد، اسپانیا با ۹ درصد و آلمان با ۷ درصد از نظر درصد تولید برق بادی از کل تولید انرژی الکتریکی در جایگاه‌های نخست قرار دارند.

## انواع بادها

چگونگی ایجاد ناحیه‌ای پرفشار توسط باد

- چگونگی ایجاد ناحیه‌ای پرفشار توسط بادبادهای غربی بین عرض‌های جغرافیایی ۳۰ تا ۶۰ درجهٔ شمالی و جنوبی، این بادهای شدید که در جهت چرخش زمین می‌وزند، جریان دارند.[۳]
- بادهای قطبی در عرض‌های جغرافیایی بالاتر از ۶۰ درجه به وجود آمده و در اثر انتشار توده‌های هوای سرد از مناطق پر فشار قطبی به مناطق نسبتاً گرم تر شکل می‌گیرد. جهت این بادها در نیم کرهٔ شمالی، به طرف جنوب غربی و در نیم کرهٔ جنوبی، به طرف شمال غربی است.[۳]
- بادهای موسمی بادهایی هستند که به واسطهٔ اختلاف درجهٔ حرارت دریاها و قاره‌ها در زمستان و تابستان تولید می‌شوند. این بادها معمولاً در قارهٔ آسیا اتفاق می‌افتد زیرا وسعت این قاره زیاد بوده و در وسط آن دریایی وجود ندارد، در نتیجه زمستانی بسیار سرد و تابستانی بسیار گرم دارد. در نیم کرهٔ شمالی در تابستان جهت باد به سمت شمال شرقی می وزدو در زمستان به سمت جنوب غربی است.[۳]

## اندازه‌گیری باد

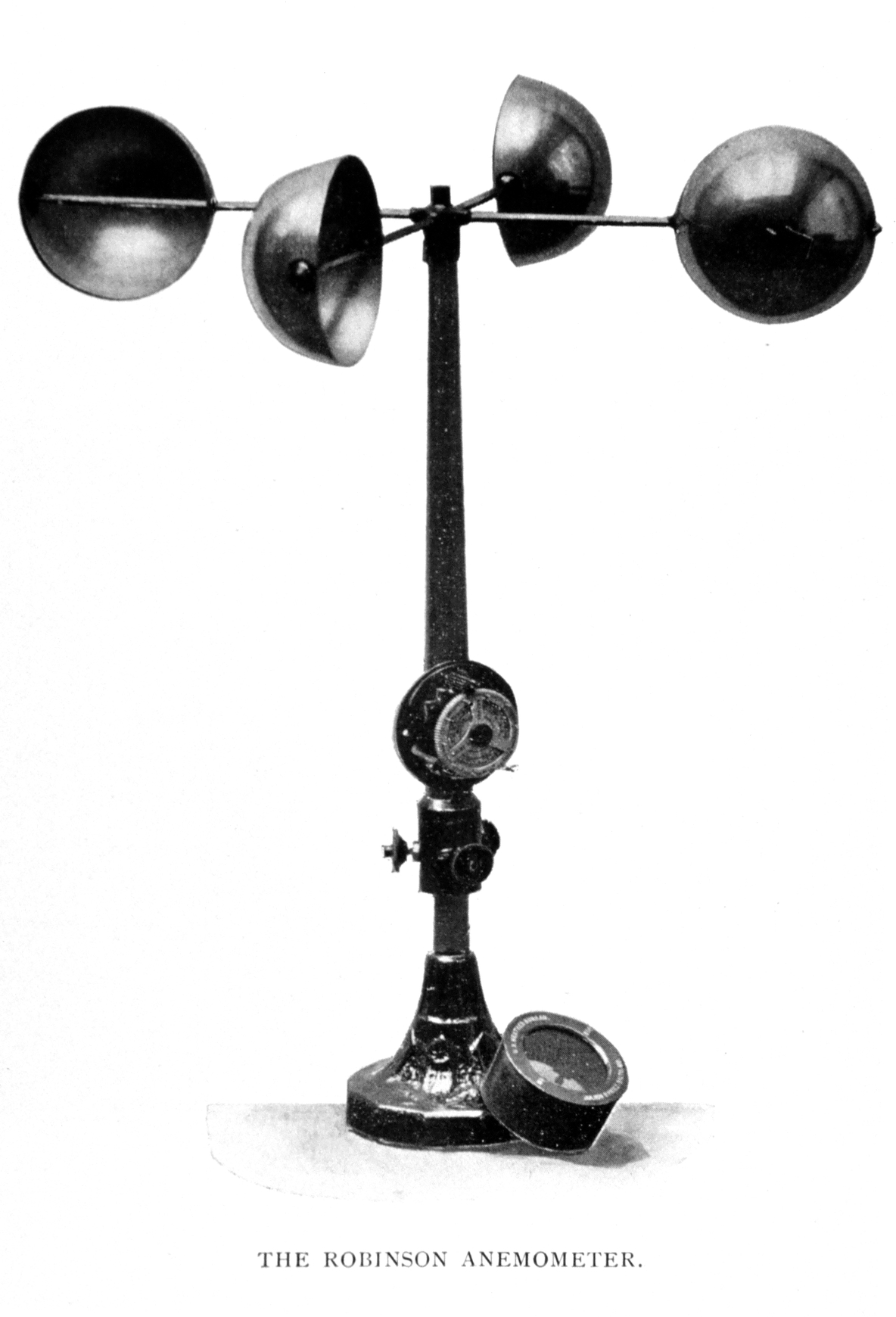
بادسنج نیم‌کروی از نوعی که جان توماس رامنی رابینسون اختراع نموده است.

برای اندازه‌گیری جهت و سرعت باد از چند نوع جهت‌نما و سرعت‌سنج یا انمومتر استفاده می‌کنند که از جملهٔ آن‌ها سرعت سنج رابینسون است؛ این دستگاه از چهار نیمکرهٔ توخالی که روی یک بازو نصب شده تشکیل شده است. دَوَران دستگاه در اثر وزش باد به وسیله تعدادی چرخ‌دنده به صفحهٔ نشان‌دهندهٔ سرعت منتقل می‌شود.

### بادسنج فشاری
یکی دیگر از انواع بادسنج‌ها «بادسنج فشاری» است که برای اندازه‌گیری باد در سرعت‌های زیاد به کار می‌رود. در بادسنج‌های فشاری صفحه‌ای، فشار حاصل از باد بر روی صفحه سبب انحراف آن شده، میزان انحراف با توجه به شدت و سرعت باد روی صفحهٔ قوسی‌شکلِ مدرجی نشان داده می‌شود.

### اندازه‌گیری باد در سطوح بالا
اندازه‌گیری جهت باد از جنبه‌های مختلف واجد اهمیت به سزایی می‌باشد زیرا از این طریق می‌توان از شرایط توده‌های هوا و شرایط پرواز و جهت حرکت ابرها و طوفان‌ها و شرایط هوای آینده اطلاع حاصل نمود.

## حرکت ابرها
به‌طور کلی جهت حرکت ابرها نشان دهنده جهت حرکت هوا در لایه‌های هواسپهر می‌باشد. از طرف دیگر با اینکه با در نظر گرفتن ارتفاع ابر می‌توان میزان سرعت و حرکت آن را تخمین زد، ولی چون اغلب ابرها در لایه‌های زیرین هواسپهر یعنی وردسپهر تشکیل می‌گردند، برای اطلاع از میزان جریان هوا در لایه‌های فوق باید به طریق دیگری اقدام نمود.
پایلت بالن بدین روش بالنی را از گاز سبک‌تر از هوا نظیر هیدروژن یا هیلیوم پر می‌کنند و در هوا رها می‌سازند و سدس را در هوای باز با تودلیت و در هوای ابری با رادار تعقیب می‌کنند و با استفاده ار روابط مثلثاتی سرعت انتقالی آن را محاسبه می‌کنند.

## در تاریخ
در تاریخ اشاراتی به قدرتمند بودن باد و نسبت دادن آن به اشخاصی شده است. لیلیت به عنوان عضوی از خدایان طوفان‌ها در اساطیر سومری است. نخستین بار چهره لیلیت در میان گروهی از خدایان بادها و طوفان‌های سومری در ۳۰۰۰ سال پیش از میلاد به چشم می‌خورد که به لیلیتو موسوم بودند. 

کلمه باد در نوشته‌های قدیمی ایرانی «وات» یاد شده، و هم مورد توجه اهورامزداست و هم انگره‌مینو (اهریمن) بدو اعتنا دارد. زیرا باد از هر دو جهان -یعنی جهان «روح نیک» و جهان «روح بد» می‌گذرد. به همین دلیل در تفکرات بعدی تبدیل به دو شخصیت شده است یعنی سیمایی دوگانه دارد: هم نیکوکار است و هم شوم. در حالی که اهورامزدا در بالا و در روشنی فرمانروایی می‌کند و اهریمن در پایین و در ظلمت، «وای» در فضای میان آن دو -یعنی در خلأ- حکمرانی دارد. 

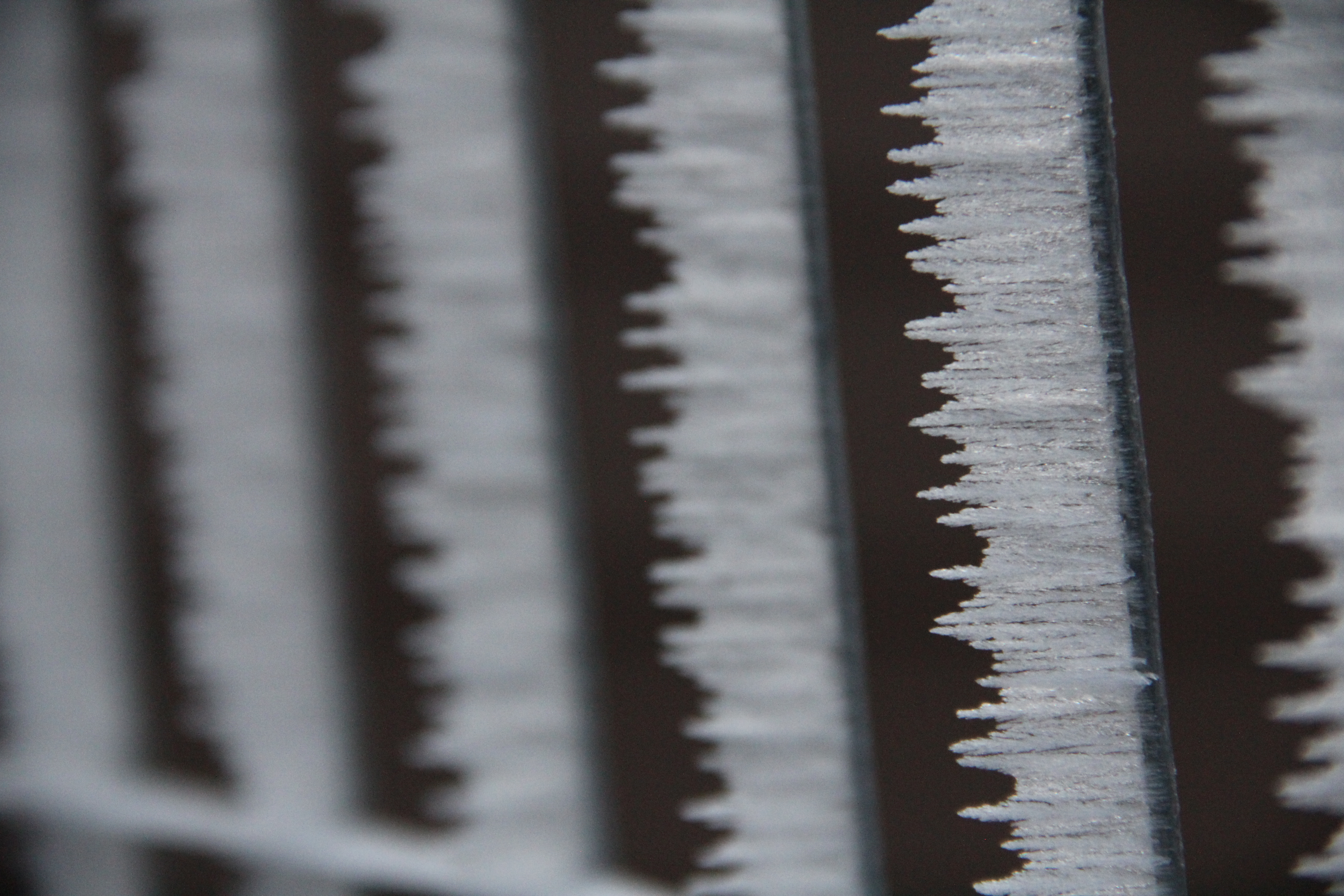
تاثیر باد در دمای زیر صفر بر مه و انجماد آن